# Де Клерк, Фаф
Франсуа (Фаф) де Клерк (африк. François "Faf" de Klerk, родился 19 октября 1991 года в Нелспрёйте) — южноафриканский регбист, выступающий на позиции скрам-хава за клуб «Кэнон Иглз». Чемпион мира 2019 и 2023 годов в составе сборной ЮАР.

## Клубная карьера
Де Клерк учился в школе Ватерклоф в Претории, где и начал играть в регби. На молодёжном уровне выступал за «Блю Буллз», однако отказался от контракта с клубом и поступил в Йоханнесбургский университет. Позже играл за молодёжный состав «Голден Лайонз», с 2012 по 2015 годы игрок клуба «Пумас». В 2014 году попал в заявку клуба «Лайонз» на розыгрыш Супер Регби и дебютировал в игре против «Сентрал Читаз» в Блумфонтейне (победа 21:20).
В 2016 году де Клерк попал в заявку «Голден Лайонз» на игры Кубка Карри, однако за два года сыграл всего три матча в его составе. С сезона 2017/2018 играет за английский «Сейл Шаркс», заключив с клубом контракт на три года. В декабре 2018 года продлил контракт до 2023 года, однако в июне 2022 года перешел в клуб из Йокогамы «Кэнон Иглз».

## Карьера в сборной
Выступления де Клерка в Супер Регби нашли отклик у тренера сборной ЮАР Алистера Кутзее, который включил Фафа в список из 31 человека на серию тест-матчей в середине 2016 года, в том числе и на игру против Ирландии. 11 июня состоялся дебют де Клерка в матче против ирландцев на стадионе «Ньюлендс»: де Клерк вышел в стартовом составе, а ирландцы выиграли 26:20. В последующих двух матчах «спрингбоки» победили 32:26 в Йоханнесбурге и 19:13 в Порт-Элизабет. Однако в первых 11 матчах, которые де Клерк провёл за сборную, южноафриканцы потерпели восемь поражений, обыграв только дважды Ирландию и один раз Аргентину, а также умудрившись проиграть Италии 18:20. 26 ноября 2016 года в игре против Уэльса де Клерк и вовсе заработал жёлтую карточку.
Позже де Клерк выпал из основного состава сборной: причиной тому стал переход в английский клуб «Сейл Шаркс», а поскольку де Клерк не провёл и 30 матчей за сборную, то как легионер права не имел вызываться в сборную. Однако в 2018 году новый тренер сборной, Расси Эразмус добился отмены подобного правила, и де Клерк вернулся в сборную к тестовым матчам середины 2018 года против Англии. Возвращение Фафа состоялось 9 июня 2018 года в игре в Йоханнесбурге.
В 2019 году ЮАР с де Клерком выиграла «Чемпионат регби» (The Rugby Championship), а в том же году — и Чемпионат мира в Японии. Де Клерк выходил в стартовом составе в двух матчах группового этапа, а также во всех матчах плей-офф. В матче против Японии в четвертьфинале он занёс попытку и стал лучшим игроком матча. После победы в финале в соцсетях получила большое распространение фотография де Клерка в плавках с флагом ЮАР, державшего в руках трофей чемпионов мира — Кубок Уэбба Эллиса. Став чемпионом мира в 2023 году, Фаф повторил свое «дикое празднование» ровно в тех же плавках.

## Стиль игры
От многих игроков сборной ЮАР де Клерк отличается крайне невысоким ростом в 172 см: он даже ниже, чем Чеслин Колбе. Вследствие невысокого роста на де Клерка более габаритные игроки «спрингбоков» смотрели с недоверием. В то же время это окупалось большой самоотдачей от Фафа, который нередко шёл в борьбу с более крупным противником наподобие валлийского замка Джека Болла ростом 197 см, а также его отличной игрой ногами. Перед матчами де Клерк тщательно анализирует игру скрам-хавов и флай-хавов команды противника.

## Личная жизнь
Родители Фафа являются его самыми ярыми фанатами: Фаф говорил, что его отец нередко обращался в пресс-службу «Сейл Шаркс» с просьбой выложить в сеть нарезки матчей с участием де Клерка. Девушка Фафа проживает в ЮАР. От болельщиков Фаф за внешность удостаивался шуточных сравнений с принцем Чармингом из серии мультфильмов «Шрек», а за низкий рост — с Лордом Фаркуадом.